# Masashi Asaki
Masashi Asaki (朝基 まさし, Asaki Masashi) (2 mars 1970 à Osaka) est un auteur de manga.
En 2003, il a reçu le Prix du manga de l'éditeur Kōdansha, catégorie Shōnen, avec Yūma Andō pour Kunimitsu no matsuri (クニミツの政, litt. Les Lois de Kunimitsu).

## Œuvres
- Psychometrer Eiji avec Yūma Andō
- My Home Hero avec Naoki Yamakawa